# Miroslav Rybář
Miroslav Rybář (1924-1970) était un ingénieur tchécoslovaque employé à la Česká Zbrojovka Uherský Brod. Pour ce fabricant d'armes à feu, il conçut le pistolet mitrailleur Skorpion VZ61 et participa à la mise au point de la mitrailleuse vz. 59.